# حديدة (حمص)
حديدة بلدة وناحية تتبع منطقة تلكلخ في محافظة حمص في سورية. بلغ عدد سكان البلدة 25,998 نسمة حسب تعداد عام 2004.
استمدت اسمها من اسم إله آرامي يدعى/حدد/ وقد وجدت بعض الآثار في البلدة تعود إلى الحقبة البيزنطية منها توابيت حجرية وبعض الزخارف المنقوشة على حجر البازلت الأسود الذي يكثر انتشاره في هذه البلدة
تضم القرى (والمزارع) التالية: أم جامع (وادي المولى) ، أم حارتين الغربية ، أم الدوالي ، أم الميس، البارودية، بزنايا، بعيون، تل الصفا، خربة المنقولة، الخنساء، الإردارية، الذهبية، الرابية، الريحانية، روضة الوعر، الزعفرانة، السنديانة الشرقية، عين التينة الشرقية، (الناعورة)، لويبدة، مراسية ( الصوانة، المعاجير) المشيرفة، الناعسية (العرموطة ) الناعورة، جسر قمار، الرجبلية ، الزاهرة .